# Ardi Beltza
Ardi Beltza fue una revista vinculada a los sectores de la izquierda independentista vasca. Su nombre en euskera significa "La oveja negra".
Nació a finales de los años noventa, emulando al equipo de investigación del diario Egin. En 2001, tres años después de la clausura de Egin, fue clausurada por orden del juez Baltasar Garzón bajo la acusación de haber sido utilizada sistemáticamente para señalar objetivos a ETA y hacer apología del terrorismo, si bien estas acusaciones fueron posteriormente revocadas.
Su director Pepe Rei llegó a ser condenado por calumnias por reportajes publicados en la revista, junto con otros dos de sus periodistas. Por otro lado, el 13 de junio de 2001, la sección cuarta de la Sala de lo Penal de la Audiencia Nacional puso en libertad a Pepe Rei, tras haber pasado cinco meses encarcelado acusado de formar parte del entramado de ETA. Los magistrados consideraron que no había elementos que imputaran y probasen que, con su trabajo en la revista Ardi Beltza, Rei señalase o marcase los objetivos de ETA.